# Weißkopfseeadler

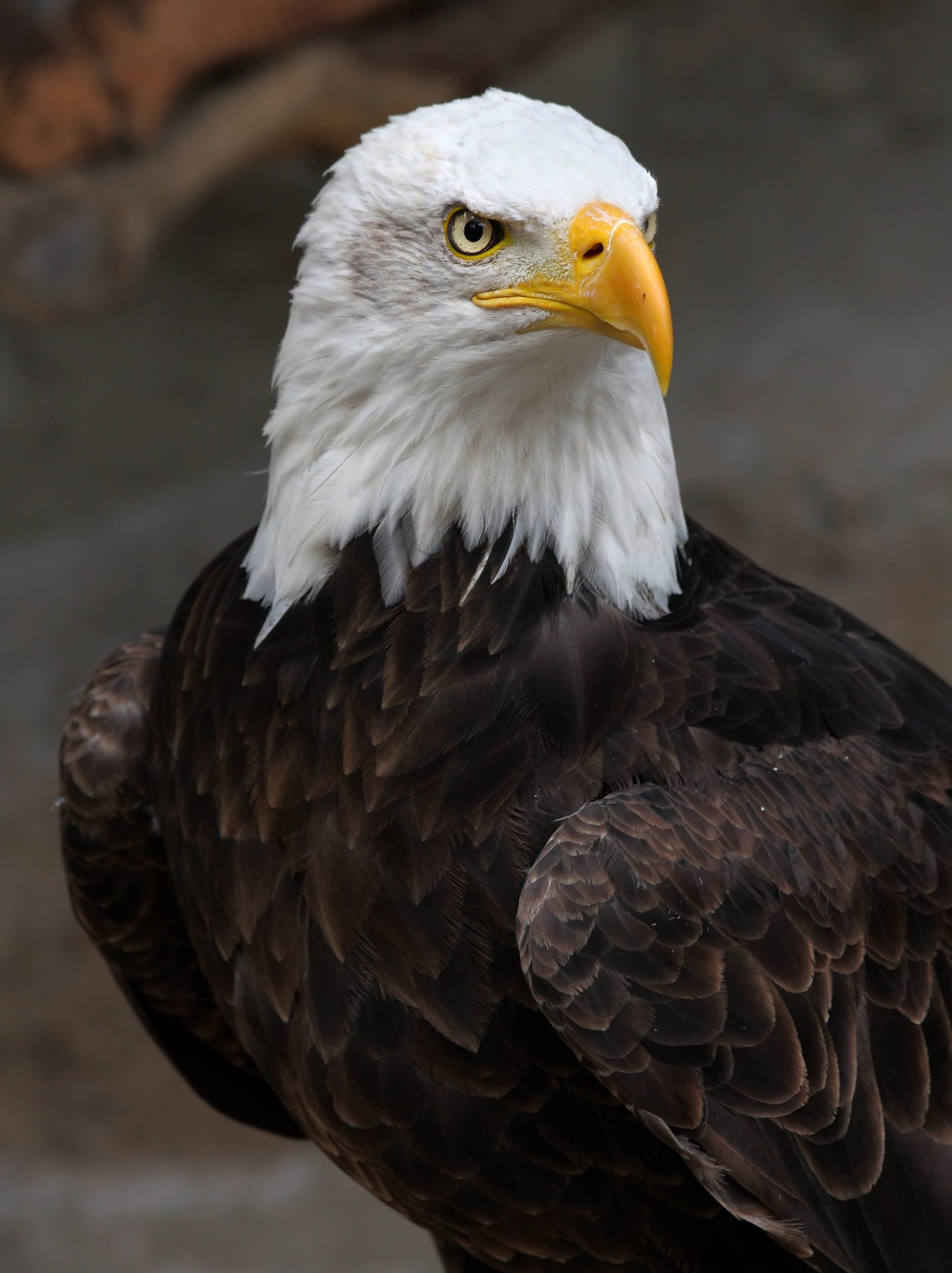
Kopf eines Weißkopfseeadlers

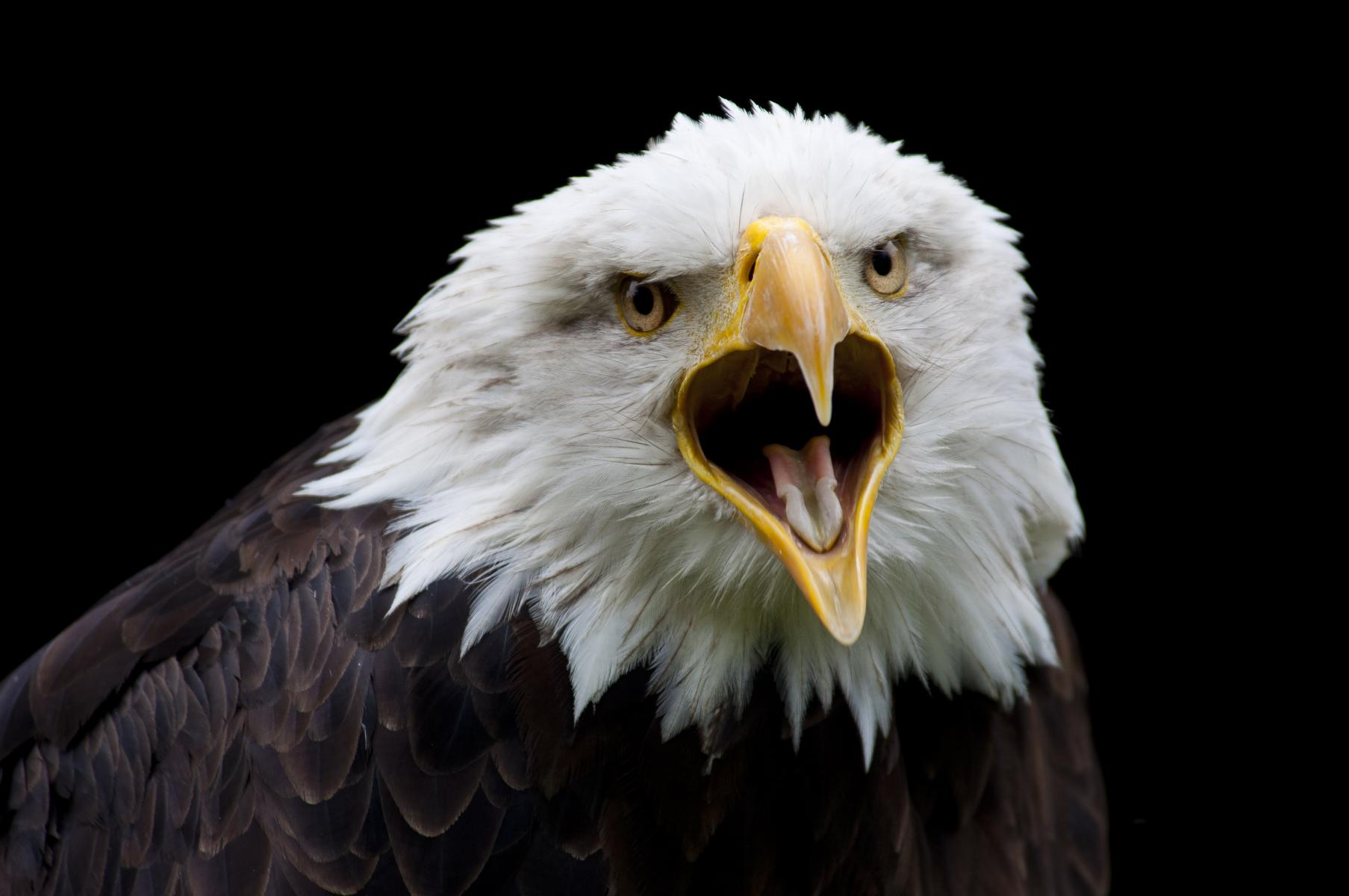
Weißkopfseeadler, Porträt

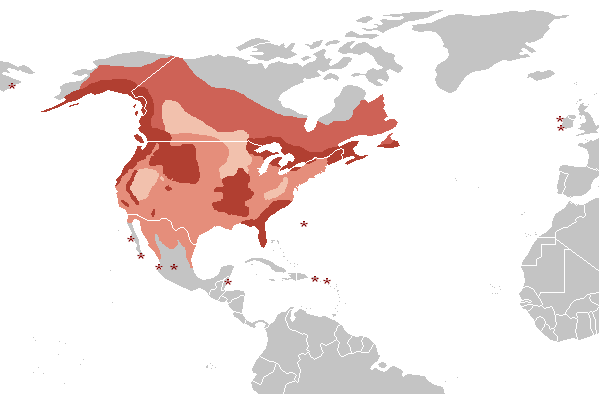
Verbreitung des Weißkopfseeadlers

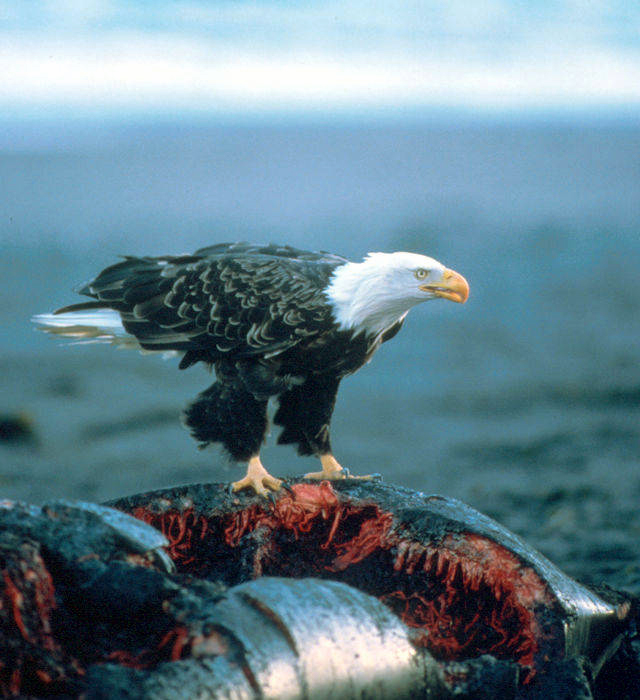
Auf einem Walkadaver fressender Weißkopfseeadler

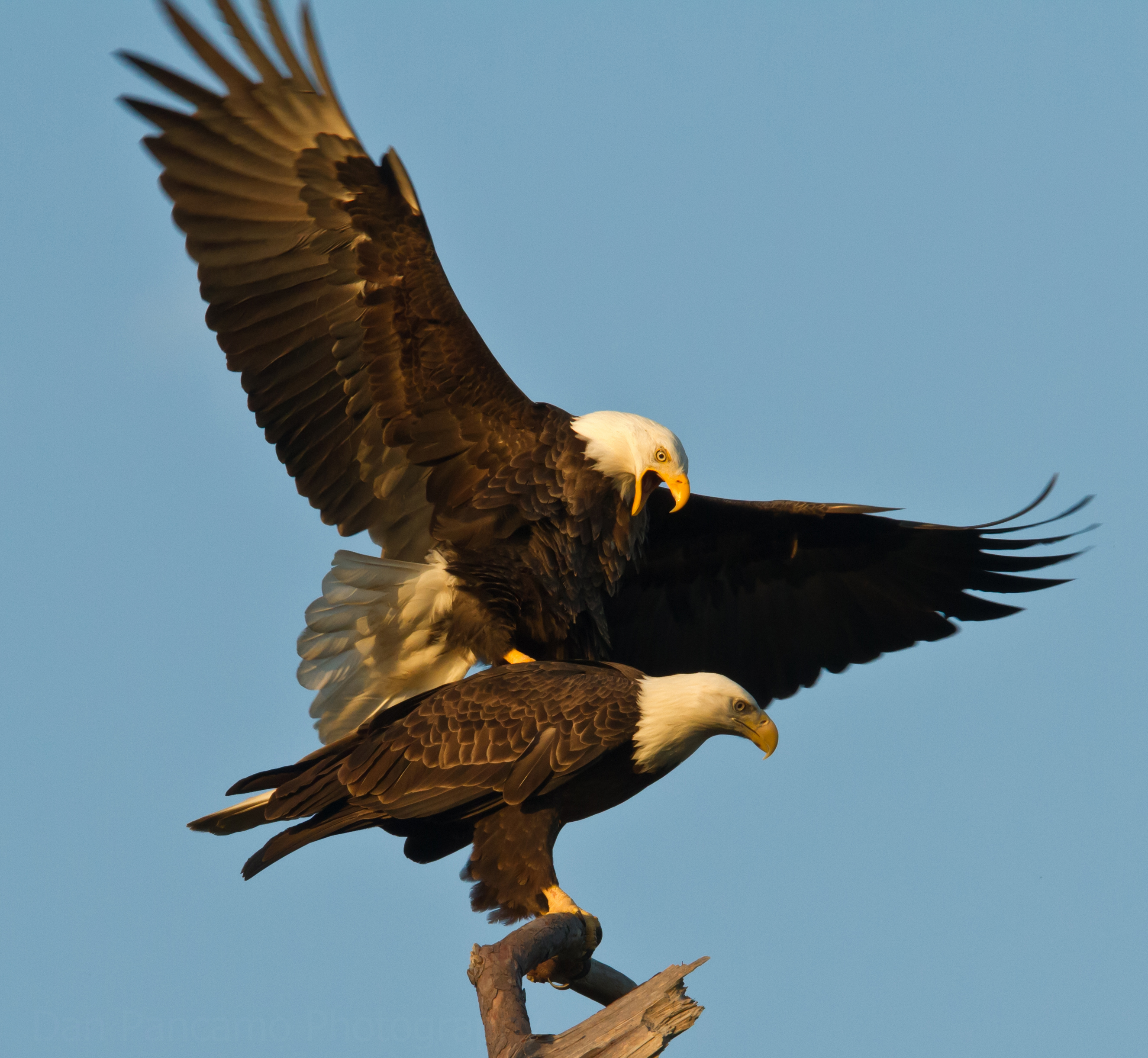
Sich paarende Weißkopfseeadler

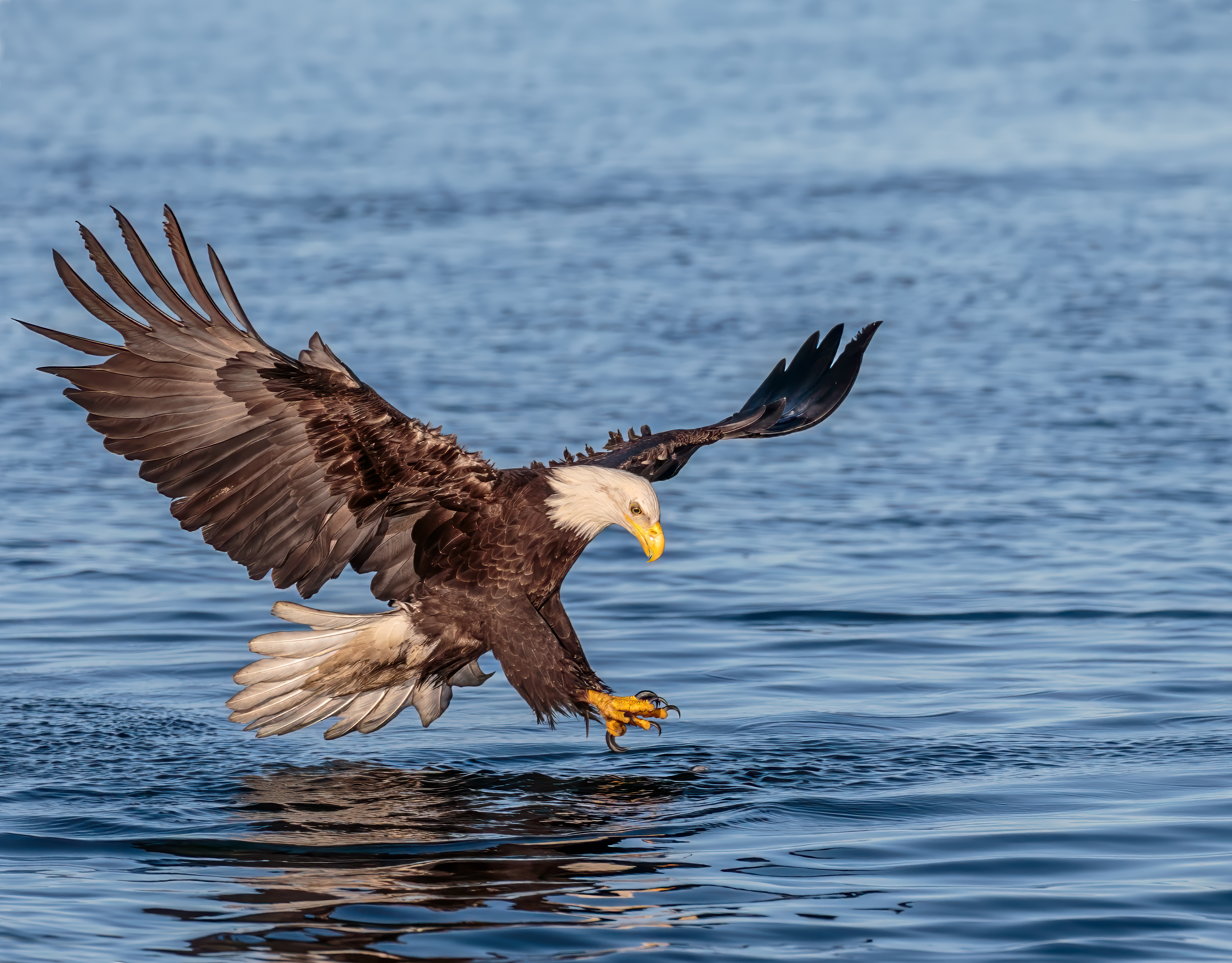
Weißkopfseeadler im Flug

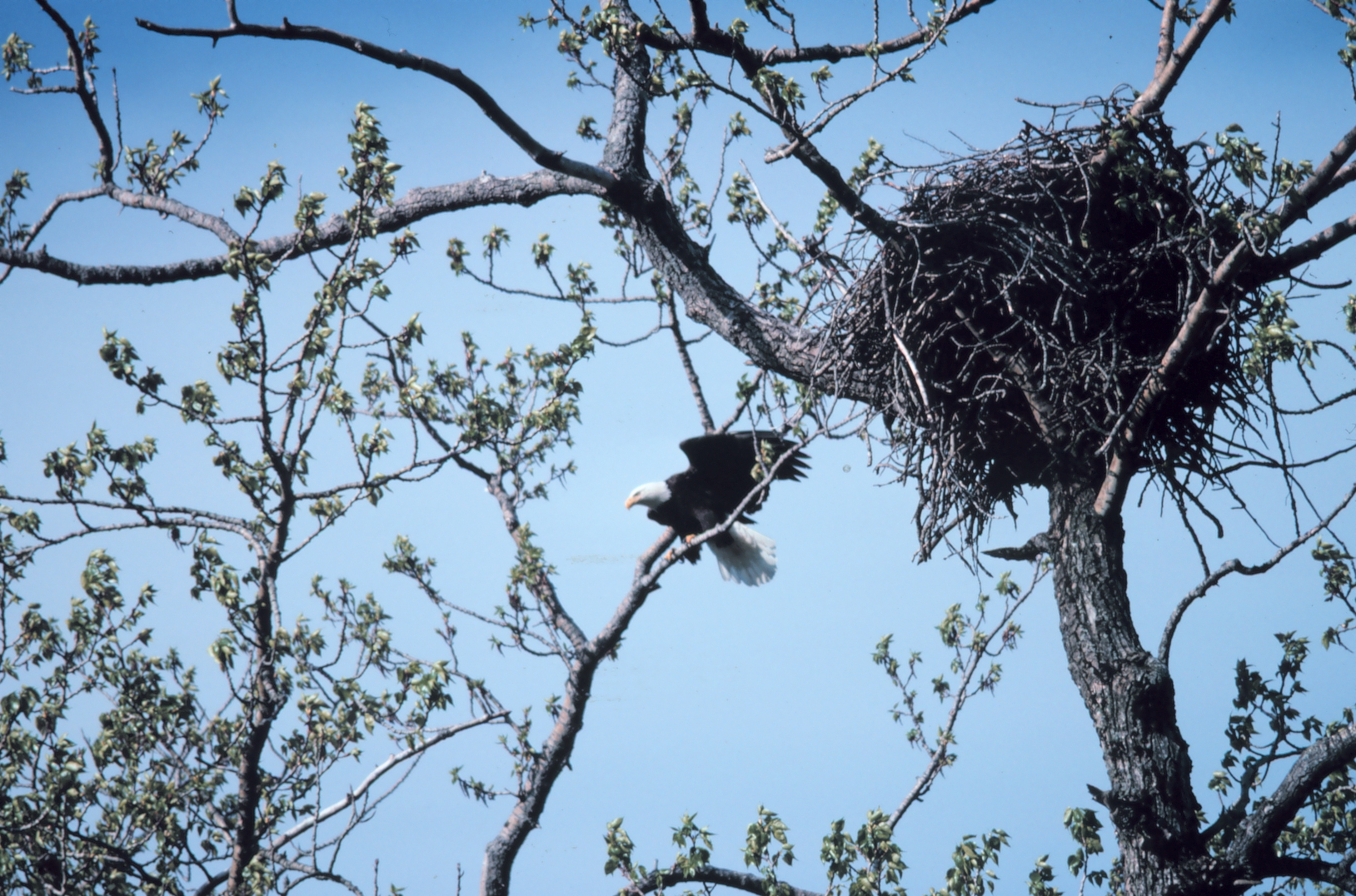
Nest

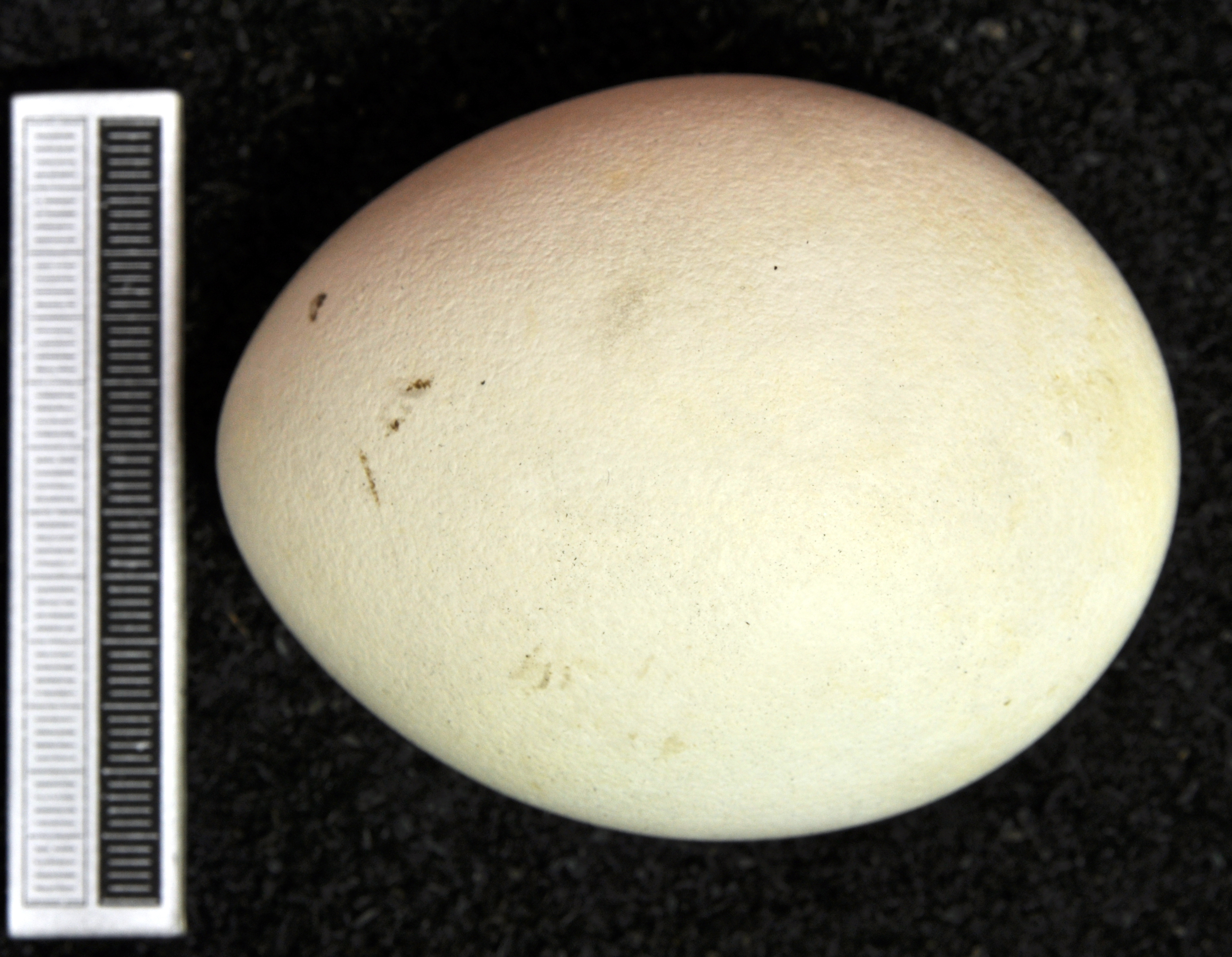
Ei, Coll. Museum Wiesbaden

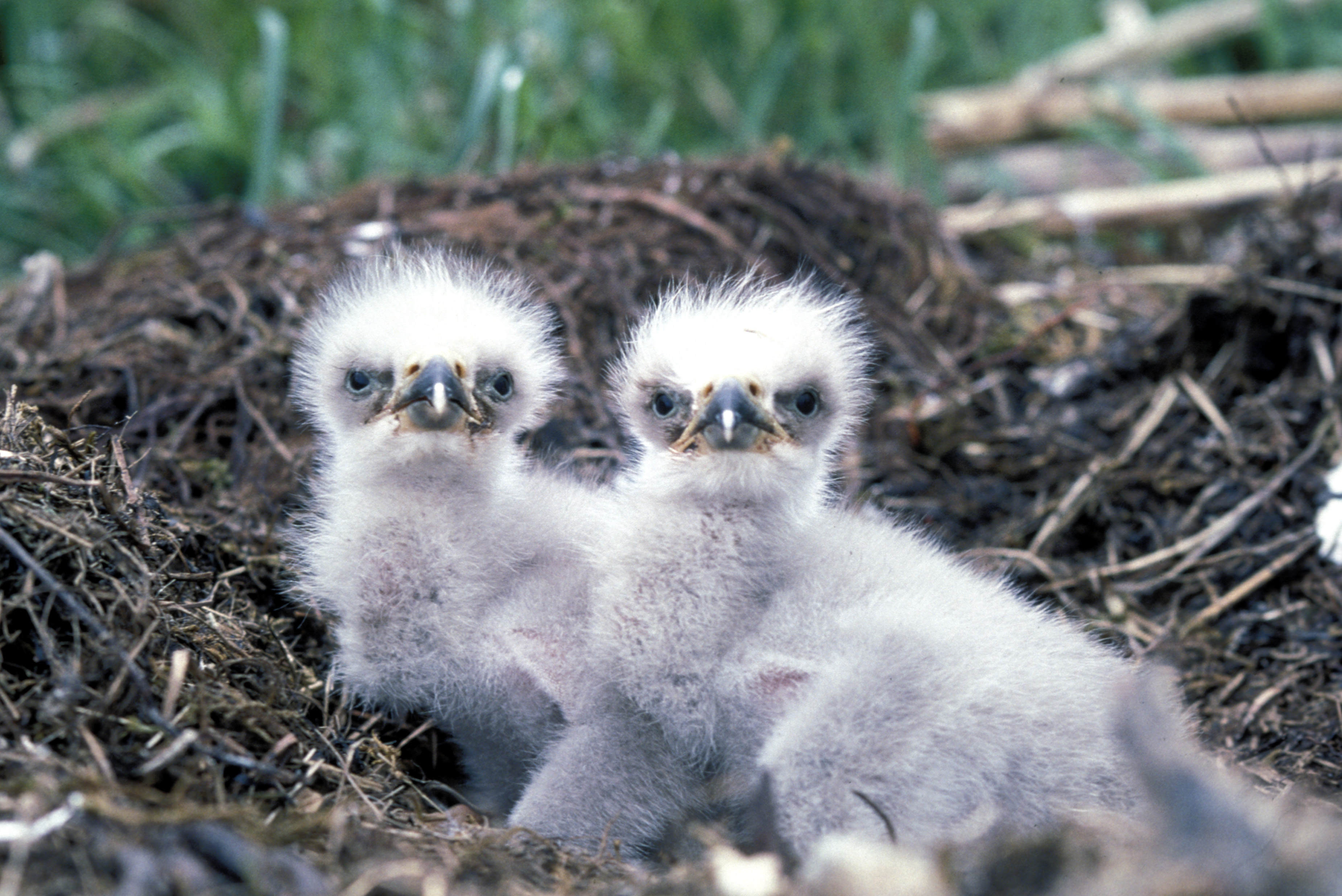
Wenige Tage alte Nestlinge des Weißkopfseeadlers

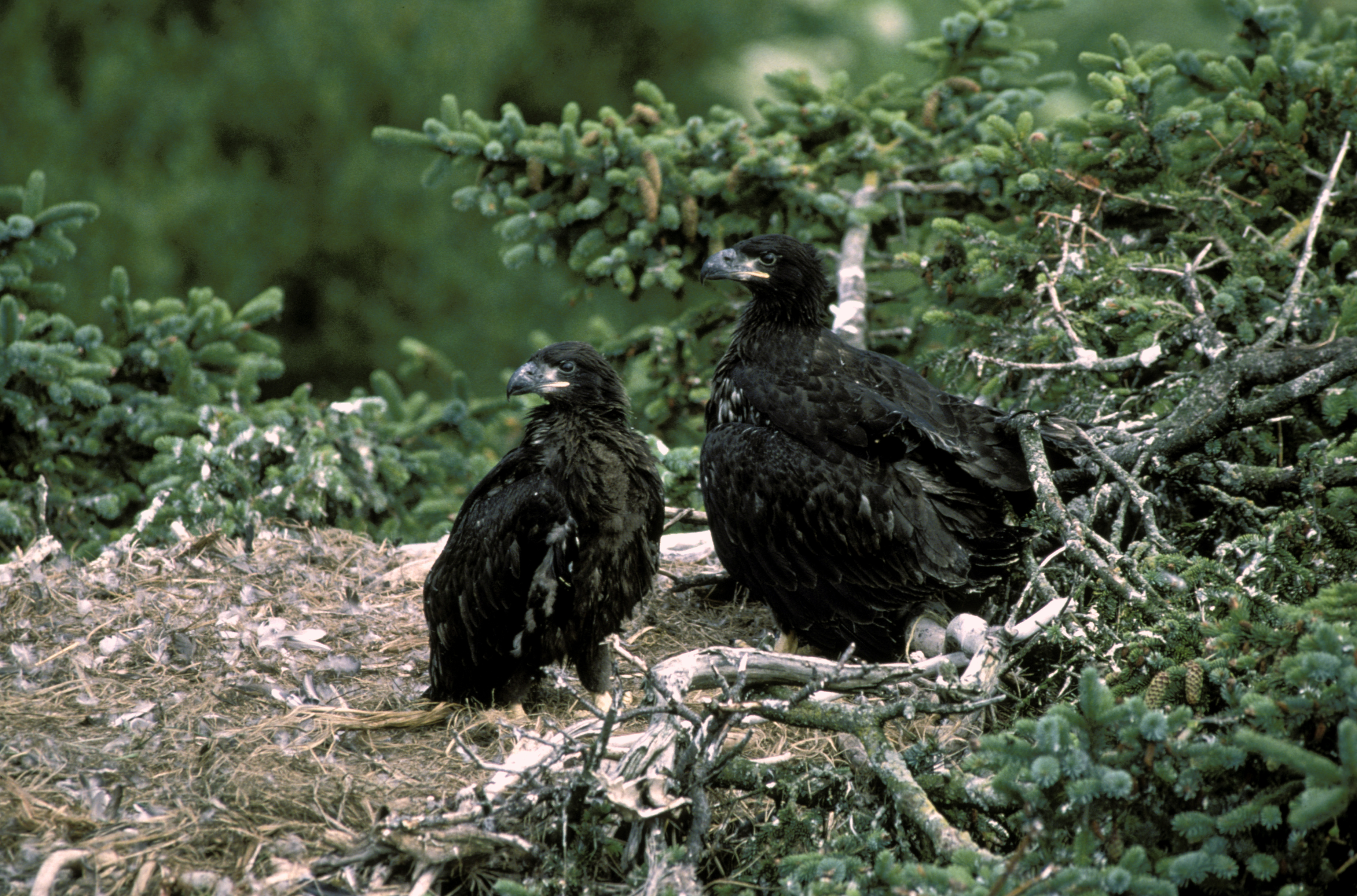
Fast flügge Jungvögel

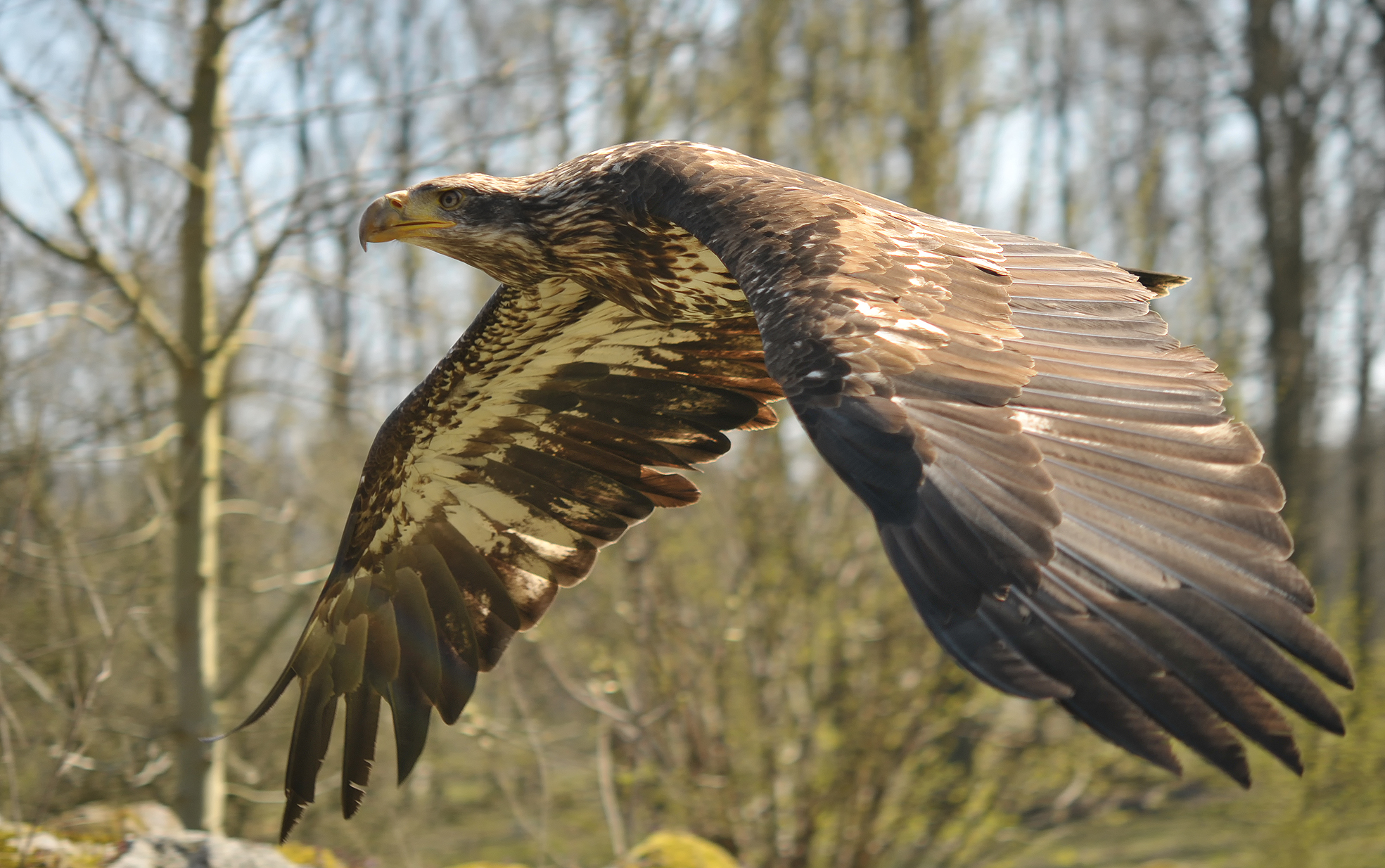
Immaturer Weißkopfseeadler im Flug

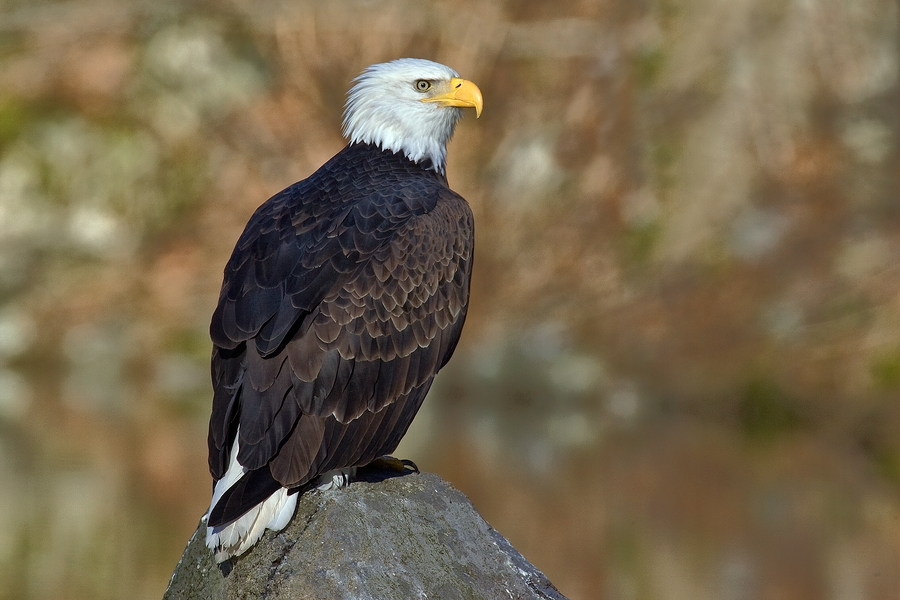
Ausgewachsener Weißkopfseeadler

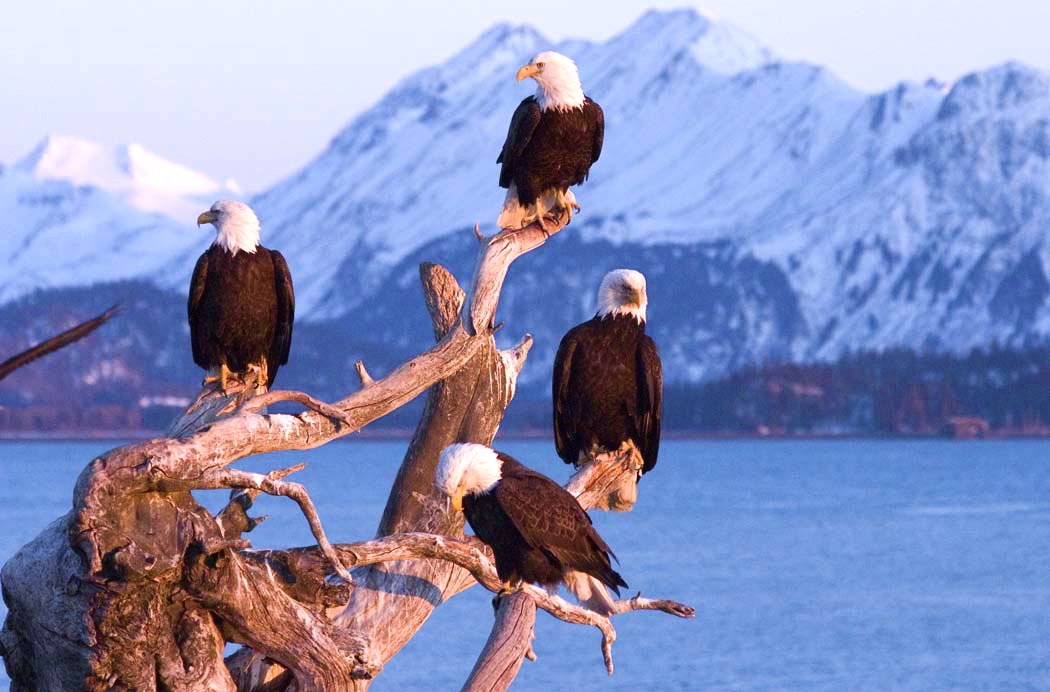
Ansammlung von Weißkopfseeadlern in Homer, Alaska

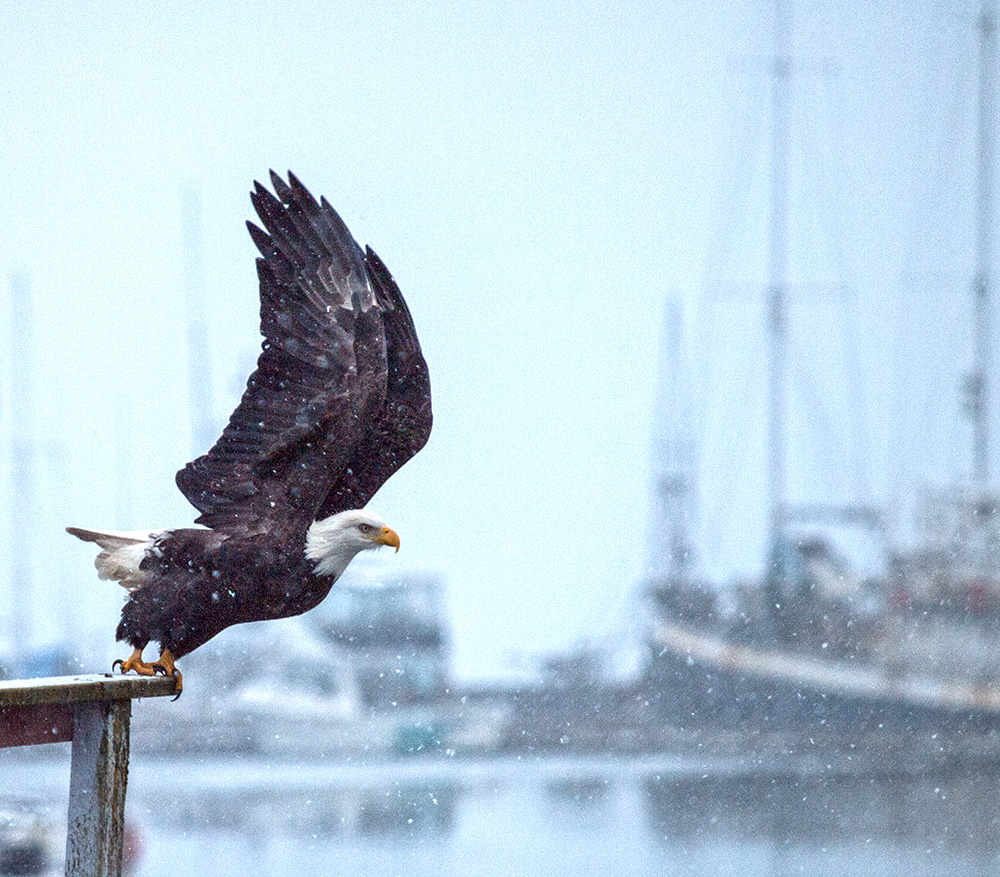
Auffliegender Weißkopfseeadler

Der Weißkopfseeadler (Haliaeetus leucocephalus, aus griechisch ἁλι- hali- „meerwasser-“, αἰετός aietos „Adler“, λευκός leukos „weiß“, κεφαλή kephale „Kopf“) ist ein großer Greifvogel aus der Familie der Accipitridae. In Aussehen und Lebensweise ähnelt die Art sehr dem eurasischen Seeadler, die beiden Arten werden daher von manchen Autoren zu einer Superspezies vereinigt. Der Weißkopfseeadler ist der Wappenvogel der USA und daher auf deren Siegel zu sehen. Im Dezember 2024 wurde er dort offiziell zum Nationalvogel erhoben.
Die Bestände des Weißkopfseeadlers, der ursprünglich in großen Teilen Nordamerikas vorkam, waren seit dem 19. Jahrhundert rückläufig, die niedrigste Zahl an Brutpaaren wurde in den 1960er-Jahren gezählt. Ursache dafür waren Abschüsse, die Folgen des Einsatzes des Insektizids DDT und Lebensraumveränderungen. Erste gesetzliche Erlasse zum Schutz des Weißkopfseeadlers gab es bereits im frühen 20. Jahrhundert, die in den Folgejahren immer weiter verschärft wurden. Nach dem Verbot von DDT, das sich durch Biomagnifikation stark auf die Fähigkeit von Weißkopfseeadlern ausgewirkt hatte, Nachwuchs großzuziehen, erholten sich die Bestände wieder. Mittlerweile sind Weißkopfseeadler wieder in ihrem gesamten ursprünglichen Verbreitungsgebiet anzutreffen, und die Bestände haben sich so weit erholt, dass die Art nicht mehr als gefährdet gilt.

## Beschreibung
Weißkopfseeadler sind nach dem Kalifornienkondor die größten Greifvögel Nordamerikas. Ihre Körperlänge beträgt 70–90 cm, die Flügelspannweite 1,80–2,50 m und das Gewicht 2,5–6,3 kg. Proportionen und Gefiederfärbung ähneln sehr dem eurasischen Seeadler, die Färbung des Weißkopfseeadlers ist jedoch deutlich kontrastreicher. Der Kopf und der Hals, der Schwanz und die Unter- und Oberschwanzdecken sind weiß, Körper und Flügel sind dunkelbraun. Füße, Schnabel, Wachshaut und die Iris der Augen sind hellgelb.
Die flüggen Jungvögel ähneln zunächst sehr den Jungvögeln des Seeadlers, sie sind braun mit dunkelgrauem Schnabel und brauner Iris. Beste Unterscheidungsmerkmale zum jungen Seeadler sind die weißen Achselfedern und der weitgehend ungefleckte Bauch. Sie erreichen ihre sexuelle Reife erst in einem Alter von fünf, gelegentlich auch erst mit sechs Jahren. Sehr selten kommt es vor, dass sie bereits mit vier Jahren ausgewachsen sind und in besonderen Ausnahmefällen erreichen sie ihre Geschlechtsreife bereits mit drei Jahren. Sie entwickeln das Gefieder, das dem adulter Vögel entspricht, entsprechend über mehrere Jahre: Bei zweijährigen Weißkopfseeadlern sind die Augen graubraun oder weißlich. Der Bauch und der Rücken wirken weiß gefleckt. Bei dreijährigen Weißkopfseeadlern weisen die Wangen und der Kopf bereits einen größeren Weißanteil auf, der Schnabel ist gelb. Die Iris ist jetzt hellgelb. Weißkopfseeadler im vierten Lebensjahr weisen bereits überwiegend einen dunkelbraunen Körper und dunkelbraune Flügel auf, jedoch finden sich noch einzelne weiße Flecken. Schwanz sowie Unter- und Oberschwanzdecken sind bereits bei den meisten Individuen weiß. Der Kopf ist weiß, weist aber noch einen dunklen Augenstreif auf.

## Verbreitung
Ursprünglich war der Weißkopfseeadler über das ganze Festland Nordamerikas verbreitet. Durch menschliche Verfolgung ist die Verbreitung in den USA heute im Wesentlichen auf die Ost- und die Westküste sowie auf Alaska reduziert, außerdem besiedelt die Art weite Teile Kanadas. Der Weißkopfseeadler lebt meistens an Flüssen, Seen oder an der Küste. Die größte Population gibt es in Alaska, die zweitgrößte in Florida, wobei in Florida 70 % am St. Johns River leben. Man trifft ihn manchmal in Zentral-Arizona und im Golf von Mexiko an. Während des Winterhalbjahrs versammeln sich insbesondere die im nördlichen Verbreitungsgebiet vorkommenden Weißkopfseeadler in bestimmten Regionen. Von November bis Februar treffen zwischen ein- und zweitausend Weißkopfseeadler in der Nähe der am nördlichen Ende des Howe Sound gelegenen Stadt Squamish der kanadischen Provinz British-Columbia ein. Sie halten sich auf Grund der zu ihren Laichgründen zurückkehrenden Lachse entlang der Ufer der Flüsse Squamish und Cheakamus auf. Als Irrgast wurde der Weißkopfseeadler bislang zwei Mal in Europa beobachtet. Ein Jungvogel wurde im Januar 1973 im irischen County Fermanagh illegal abgeschossen und im November 1987 wurde im irischen County Kerry ein erschöpfter Jungvogel aufgefunden.

## Ernährung
Der Weißkopfseeadler ernährt sich, ähnlich wie der Seeadler, überwiegend von Fischen und Wasservögeln. Säugetiere nutzt er seltener als Beute. In 20 Studien zu den Ernährungsgewohnheiten des Weißkopfseeadlers machte Fisch insgesamt 56 % der Nahrung nistender Vögel aus. Vögel stellten 28 % und Säugetiere 14 % der Nahrung; auf andere Beutetiere entfielen 2 %. Im Südosten von Alaska besteht die Nahrung des Weißkopfseeadlers zu 66 % aus Fisch, während der Nistperiode entfallen sogar 78 % der Beute, die sie zum Nest bringen, auf Fisch.
Aas frisst er insbesondere im Winter häufig. Wie der Seeadler parasitiert auch der Weißkopfseeadler häufig bei anderen Arten. Die Jagdmethoden entsprechen weitgehend denen der Seeadler.

## Fortpflanzung
Die Nester (Horste) baut er wie der Seeadler auf alten Bäumen oder in Felswänden aus dicken Ästen, die Mulde wird mit Moos und Gras ausgepolstert. Alte Horste können bis zu 450 kg schwer sein. Das Gelege umfasst ein bis drei Eier. Die Brutzeit liegt in der Regel zwischen März und Juni und dauert 33–36 Tage. Während dieser Zeit kümmern sich beide Eltern um das Gelege und die spätere Aufzucht. Die Jungadler sind nach zehn bis elf Wochen flügge.

## Lebensdauer und Mortalitätsursachen
In freier Wildbahn liegt die mittlere Lebensdauer von Weißkopfseeadlern bei etwa 20 Jahren. In Gefangenschaft erreichen sie regelmäßig ein höheres Lebensalter. Ein in New York gehaltenes Individuum erreichte ein Lebensalter von fast 50 Jahren.
Die durchschnittliche Lebensdauer, die in einer Population von Weißkopfseeadlern erreicht wird, ist maßgeblich von der Verfügbarkeit von Nahrung und damit von ihrer jeweiligen Lebensregion beeinflusst. Da sie nicht länger verfolgt werden, ist die Sterblichkeitsrate ausgewachsener Weißkopfseeadler niedrig. Im Prince William Sound in Alaska hatten sie eine jährliche Überlebenswahrscheinlichkeit von 88 %, selbst nachdem das Schiffsunglück der Exxon Valdez dort zu schwerwiegenden Verschmutzungen durch Öl geführt hatte. Von 1428 Individuen, deren Todesursache vom National Wildlife Health Center zwischen 1963 und 1984 untersucht wurden, starben 68 % direkt oder indirekt durch menschlichen Einfluss. 23 % der Todesursachen waren auf Zusammenstöße mit Autos oder Drähten zurückzuführen, 22 % starben durch Abschuss, 11 % durch Vergiftung, 9 % durch Stromschlag und 5 % in Fallen. Allerdings geht man davon aus, dass die Zahl der illegalen Abschüsse aufgrund der Strafandrohungen mittlerweile rückläufig ist.
Eine im Südosten der USA auftretende Todesursache ist bedingt durch die Anreicherung eines natürlichen Nervengifts in der Nahrungskette. Cyanobakterien der Art Aetokthonos hydrillicola besiedeln Blätter der in Nordamerika invasiv wachsenden Süßwasserpflanze Hydrilla verticillata – und bilden das Indolalkaloid Aetokthonotoxin (AETX). Das Gift durchläuft die Nahrungskette über Pflanzenfresser wie Schnecken und Wasservögel bis hin zu Raubvögeln. Beim Weißkopfseeadler zerstört AETX isolierende Myelin-Schichten um die Nervenfasern von Gehirn und Rückenmark. Dies führt zum Tod durch Vakuoläre Myelopathie.
Von den Nestlingen überleben in der Regel weniger als 50 % ihr erstes Lebensjahr. Zu der für Vogelarten nicht untypischen hohen Sterblichkeit tragen der Zusammenbruch des Nests, Verhungern, Aggressivität sowie ungünstige Wetterbedingungen bei. Ein anderer wesentlicher Grund für den Verlust von Eiern und den Tod von Nestlingen sind Fressfeinde. Dazu zählen große Arten von Möwen, Raben, Krähen und Elstern, Vielfraße, Eulen, andere Greifvögel wie Habichte und Adler, Luchse, Braunbären und Waschbären. Elternvögel verteidigen ihr Nest energisch gegen Fressfeinde und haben selbst den Versuch eines Schwarzbären erfolgreich abgewehrt, einen Baum zu besteigen, auf dem sich Nestlinge befanden.

## Gefährdung und Schutz

### Bestandsrückgang bis zu den 1960er-Jahren
Ursprünglich ein vergleichsweise häufiger nordamerikanischer Greifvogel wurde die Art bis 1950 in weiten Teilen Nordamerikas ausgerottet. In den 1950er- und 1960er-Jahren kam es zu einem weiteren Bestandsrückgang, der vor allem auf den Einsatz des Insektizids DDT zurückgeführt wurde. Weißkopfseeadler sind wie viele Greifvögel besonders anfällig dafür, dass sich Schadstoffe über die Nahrung in ihrem Körper ansammeln. Diese sogenannte Biomagnifikation mit DDT war für den ausgewachsenen Vogel nicht tödlich, beeinflusste jedoch seinen Kalzium-Stoffwechsel und führte letztlich dazu, dass der Vogel entweder unfruchtbar oder nicht in der Lage war, gesunde Eier zu legen. Weibchen legten Eier, die zu dünnschalig waren, um das Gewicht eines brütenden ausgewachsenen Vogels zu tragen. In Folge davon schlüpften kaum noch Nestlinge aus Eiern.
Es wird vermutet, dass im frühen 18. Jahrhundert die Weißkopfseeadler-Population 300.000 bis 500.000 Individuen betrug. Im Jahr 1917 setzte man eine Abschussprämie auf die Weißkopfseeadler aus. 1940 wurde der Abschuss in den südlichen Staaten der USA wieder verboten. In Alaska ging der Abschuss weiter bis 1953. Gegen Ende der 1950er-Jahre gab es in den 48 US-amerikanischen Bundesstaaten, die zum ursprünglichen Verbreitungsgebiet gehörten, weniger als 500 Brutpaare. Zu den Faktoren, die zu dieser Entwicklung beitrugen, zählte auch der Verlust geeigneter Lebensräume sowie legaler und illegaler Abschuss. Bereits 1930 hielt ein New Yorker Ornithologe fest, dass allein im US-amerikanischen Bundesstaat Alaska in den vorausgegangenen zwölf Jahren circa 70.000 Weißkopfseeadler geschossen worden seien. Viele Abschüsse waren auf den Irrglauben zurückzuführen, dass Weißkopfseeadler auch junge Lämmer jagen würden und selbst Kinder davon tragen könnten. Tatsächlich werden Lämmer nur äußerst selten von Weißkopfseeadler gejagt und eine Jagd auf Menschen durch diese Vogelart gilt als ausgeschlossen.

### Schutzmaßnahmen
Zum Schutz des Weißkopfseeadlers wurden sehr früh Maßnahmen ergriffen. In Kanada und den Vereinigten Staaten wurde er bereits durch den 1918 Migratory Bird Treaty geschützt, der später auf das gesamte nordamerikanische Gebiet ausgedehnt wurde. 1940 stimmte der US-Kongress dem Bald and Golden Eagle Protection Act zu, der ein kommerzielles Fangen und Töten von Weißkopfseeadlern und Steinadlern unter Strafe stellte. Änderungen an dem Gesetzeserlass zwischen den Jahren 1962 und 1972 erhöhten die Strafen, die bei Verstößen drohten. Als entscheidender Schritt, der zur Bestandserholung führte, gilt das DDT-Verbot in den Vereinigten Staaten, das 1972 erlassen wurde. Kanada ging in seinen Erlässen nicht ganz so weit – der Einsatz wurde ab den späten 1970er-Jahren drastisch eingeschränkt und erst 1989 vollständig verboten.

### Bestandserholung
Auf Grund der gesetzlichen Maßnahmen und dem DDT-Verbot erholte sich ab den 1980er-Jahren der Bestand an Weißkopfseeadlern wieder. Zu Beginn der frühen 1980er-Jahre wurde die Population auf 100.000 Individuen geschätzt und 1992 auf 110.000 bis 115.000. 1984 nannte die National Wildlife Federation Jagd und Stromleitungen als die wesentlichen Todesursachen dieses Greifvogels. Andere Ursachen waren Ölverschmutzung und Vergiftung durch Blei und Quecksilber.
Die größte Population weist der US-amerikanische Bundesstaat Alaska mit 40.000 bis 50.000 Individuen auf. Danach folgt die kanadische Provinz British Columbia, in der 1992 20.000 bis 30.000 Individuen lebten. Die Zahl adulter, brütender Weißkopfseeadler, die in einem anderen US-Bundesstaat als Alaska brüten, wurde 2006 mit 9789 Paaren angegeben. Lange Zeit galt Florida als der Bundesstaat mit den meisten Brutpaaren nach Alaska. Mittlerweile wurde er jedoch von Minnesota abgelöst, wo im Jahr 2011 1312 Brutpaare gezählt wurden. Mehr als 23 Bundesstaaten haben mittlerweile mindestens jeweils 100 Brutpaare.
Die Art war 1973 eine der Leitarten für den Erlass des Endangered Species Act. Durch die Schutzmaßnahmen und die erfreuliche Bestandserholung konnte die Art am 4. Juni 2007 aus dem Schutz nach dem Endangered Species Act entlassen werden. Lebende und tote Weißkopfseeadler sowie ihre Körperteile dürfen in den Vereinigten Staaten auch weiterhin nur mit Genehmigung besessen werden. Dies gilt auch für Indianer, die Adlerfedern für religiöse und kulturelle Zwecke verwenden. Das National Eagle Repository in Denver, Colorado, erteilt die Genehmigungen und stellt Berechtigten die Körper von tot aufgefundenen Tieren zur Verfügung.

### Haltung in Gefangenschaft in den USA und Kanada
Die Haltung von Weißkopfseeadlern in Gefangenschaft bedarf in den USA einer gesonderten Genehmigung. Diese Genehmigungen werden vorrangig Zoologischen Gärten erteilt und gehalten werden überwiegend Weißkopfseeadler, die auf Grund von Verletzungen nicht in freier Wildbahn ausgewildert werden können. Genehmigungen erhalten auch einzelne Indianervölker Nordamerikas, bei denen gefangene Weißkopfseeadler eine besondere Rolle in religiösen Zeremonien spielen. Grundsätzlich ist die Haltung von Weißkopfseeadlern für die Falknerei in den USA verboten, in Kanada dagegen ist dies mit entsprechender Genehmigung möglich.
Unter idealen Bedingungen gehaltene Weißkopfseeadler haben sich als sehr langlebig erwiesen. Allerdings schreiten sie nur sehr selten zur Brut.

## Einzelbelege
1. ↑  Nach 250 Jahren: Biden befördert Adler zu Nationalvogel. In: orf.at. 25. Dezember 2024, abgerufen am 26. Dezember 2024.
2. 1 2 3  J. del. Hoyo: [[Handbook of the Birds of the World]], vol. 9. Lynx Edicions, Barcelona 2004, ISBN 84-87334-69-5 (englisch).
3. ↑  Jonathan Alderfer (Hrsg.): Complete Birds of North America. S. 132–133.
4. ↑  Website zur Beobachtungsplätzen für Weißkopfseeadler (englisch) (Memento vom 11. November 2020 im Internet Archive), aufgerufen am 10. Mai 2015
5. ↑  AP-Meldung von 1987
6. ↑  "Bald Eagle Fact Sheet, Lincoln Park Zoo" (Memento vom 31. Mai 2012 im Internet Archive). Aufgerufen am 10. Mai 2015.
7. ↑  M. V. Stalmaster; The Bald Eagle. Universe Books, New York 1987.
8. ↑  Armstrong, R.: The Importance of Fish to Bald Eagles in Southeast Alaska: A Review. (PDF) U.S. Forest Service, ehemals im Original (nicht mehr online verfügbar); abgerufen am 10. Mai 2015 (englisch). (Seite nicht mehr abrufbar. Suche in Webarchiven)
9. ↑  Cornell-Lab of Ornithology, aufgerufen am 10. Mai 2015
10. ↑  Bald Eagle Fact Sheet. Southern Ontario Bald Eagle Monitoring Project, archiviert vom Original am 11. Mai 2008; abgerufen am 10. Mai 2015 (englisch).
11. ↑  T. D. Bowman; P, F. Schempf; J. A. Bernatowicz (1995): Bald Eagle survival and populations dynamics in Alaska after the Exxon Valdez oil spill. Journal of Wildlife Management 59 (2): 317–324., 1995. doi:10.2307/3808945.
12. ↑  P. B. Wood, D. A. Buehler, and M. A. Byrd: Raptor status report-Bald Eagle. Seiten 13 bis 21 in Proceedings of the southeast raptor management symposium and workshop. 1990, National Wildlife Federation Washington, D.C.
13. ↑  J. D. Fraser: The impact of human activities on Bald Eagle populations-a review. Seiten 68 bis 84 in The Bald Eagle in Canada. White Horse Plains Publishers Headingley, Manitoba 1985
14. ↑  Steffen Breinlinger, Tabitha J. Phillips, Brigette N. Haram, Jan Mareš, José A. Martínez Yerena, Pavel Hrouzek, Roman Sobotka, W. Matthew Henderson, Peter Schmieder, Susan M. Williams, James D. Lauderdale: Hunting the eagle killer: A cyanobacterial neurotoxin causes vacuolar myelinopathy. In: Science. Band 371, Nr. 6536, 26. März 2021, S. eaax9050, doi:10.1126/science.aax9050.
15. ↑  Drexel University zu Habitat und Lebensgewohnheiten des Weißkopfseeadlers (Memento vom 17. Februar 2013 im Webarchiv archive.today), aufgerufen am 10. Mai 2015.
16. ↑  R. J. Hensel und W. A. Troyer:"Nesting studies of the Bald Eagle in Alaska". Condor 66 (4), 1964: S. 282–286. doi:10.2307/1365287.
17. ↑  A. Sprunt; F. J. Ligas; Excerpts from convention addresses on the 1963 Bald Eagle report. Audubon 66, 1964: S. 45–47.
18. ↑  R. W. Mckelvey; D. W. Smith: A black bear in a Bald Eagle nest. Murrelet 60, 1979: A. 106.
19. ↑  C. Nash; M. Pruett-Jones; G. T. Allen: The San Juan Islands Bald Eagle nesting survey. In R. L. Knight.; G. T. Allen; M. V. Stalmaster; C. W. Servheen: Proceedings of Washington Bald Eagle symposium. Seattle, WA, 1980: The Nature Conservancy. S. 105–115.
20. ↑  J. M. Gerrard und G. R. Bortolotti: The Bald Eagle: haunts and habits of a wilderness monarch. Smithsonian Institution Press, Washington, D.C., 1988.
21. ↑  Bald Eagle attacks Black bear again at Redoubt Bay auf YouTube
22. 1 2  J. Bull, J. Farrand: Audubon Society Field Guide to North American Birds: Eastern Region. Alfred A. Knopf. New York, 1987, ISBN 0-394-41405-5, S. 468–9.
23. ↑  Website der American Eagle Foundation über Weißkopfseeadler (Memento vom 6. Dezember 2007 im Internet Archive), aufgerufen am 9. Mai 2015.
24. ↑  DDT-Verbot, EPA-Website (Memento vom 5. Juli 2007 im Internet Archive), aufgerufen am 9. Mai 2015
25. ↑  Jorge Barrera: Agent Orange has left deadly legacy Fight continues to ban pesticides and herbicides across Canada (Memento vom 24. Januar 2008 im Internet Archive), aufgerufen am 9. Mai 2015
26. ↑  Website der American Eagle Foundation über Weißkopfseeadler (Memento vom 6. Dezember 2007 im Internet Archive), aufgerufen am 9. Mai 2015
27. ↑  Bald Eagle Breeding Pairs 1963 to 2006. U.S. Fish & Wildlife Service, 18. März 2013, abgerufen am 9. Mai 2015 (englisch).
28. ↑  Center for Biological Diversity, aufgerufen am 9. Mai 2015.
29. ↑  Bald Eagle Soars Off Endangered Species List. U.S. Department of the Interior, 28. Juni 2007, archiviert vom Original am 13. Juli 2007; abgerufen am 27. August 2007 (englisch).
30. ↑  John R. Maestrelli: "Breeding Bald Eagles in Captivity". The Wilson Bulletin 87 (I), März 1975: S. 45–53.